# Лилия луковиценосная
Ли́лия луковицено́сная (лат. Lílium bulbíferum) — вид многолетних травянистых растений, входящий в род Лилия (Lilium) семейства Лилейные (Liliaceae). Включена в подрод Isolirion рода Лилия (Lilium).

## Ботаническое описание

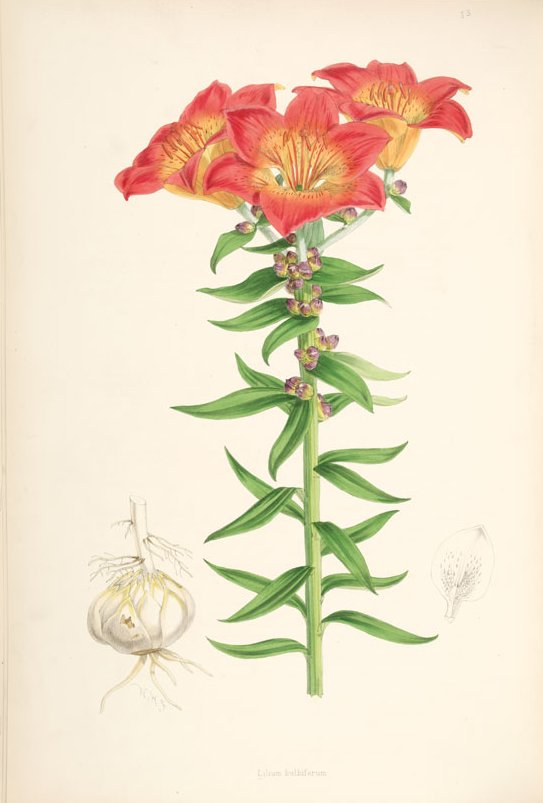
Ботаническая иллюстрация Уолтера Фитча из книги Генри Джона Элвиса A monograph of the genus Lilium. — London, 1880

Многолетнее травянистое растение, достигающее 1,2 м в высоту. Стебель жёсткий, войлочно-опушённый или гладкий, угловатый. Луковица небольшая, яйцевидная, состоит из чешуек.
Листья сидячие, гладкие, линейно-ланцетной формы, с заострённым концом, тёмно-зелёные, жёсткие. Расположение листьев очерёдное, неправильное. В пазухах верхних листьев образуются 1—2 блестящие зелёные, затем чернеющие луковички, свободно отрывающиеся. Из них вырастают взрослые растения через два — три года.
Цветки на одном растении в количестве от одного до нескольких, на коротких цветоножках, собраны в зонтиковидные кисти. Доли околоцветника до 5 см длиной, ярко-красные, выгорающие до тёмно-оранжевых, покрытые коричневыми пятнышками, в основании обычно бородавчатые. Тычинки короче пестика, с ярко-красным пыльником.
Плод — яйцевидная коробочка с коричневатыми семенами.
Известна разновидность Lilium bulbiferum var. croceum (Chaix) Pers., 1805, у которой луковички в пазухах листьев не образуются. Произрастает в Италии, Швейцарии и Франции.
Лилия луковиценосная — одна из видов лилий с очерёдно расположенными листьями и оранжевыми цветками. К этой группе относят также лилию ланцетолистную (тигровую) и лилию великолепную.

## Распространение
Лилия луковиценосная в дикой природе растёт в Центральной Европе. Один из первых видов лилий, используемых как декоративное растение. Широко выращивается по всей Европе, завезена в Северную Америку, где иногда дичает. Существует множество садовых форм.

## Классификация

### Таксономия
Вид Лилия луковиценосная входит в род Лилия (Lilium) семейства Лилейные (Liliaceae) порядка Лилиецветные (Liliales).
|  |                                      |  |                                                               |                                                               |                    |  | ещё 9 семейств (согласно Системе APG III) | ещё 9 семейств (согласно Системе APG III) |                          |  |  |  | ещё более 110 видов |
|  |                                      |  |                                                               |                                                               |                    |  | ещё 9 семейств (согласно Системе APG III) | ещё 9 семейств (согласно Системе APG III) |                          |  |  |  | ещё более 110 видов |
|  |                                      |  |                                                               | порядок Лилиецветные                                          |                    |  |                                           |                                           | род Лилия                |  |  |  |                     |
|  |                                      |  |                                                               | порядок Лилиецветные                                          |                    |  |                                           |                                           | род Лилия                |  |  |  |                     |
|  | отдел Цветковые, или Покрытосеменные |  |                                                               |                                                               | семейство Лилейные |  |                                           |                                           | вид Лилия луковиценосная |  |  |  |                     |
|  | отдел Цветковые, или Покрытосеменные |  |                                                               |                                                               | семейство Лилейные |  |                                           |                                           |                          |  |  |  |                     |
|  |                                      |  | ещё 58 порядков цветковых растений (согласно Системе APG III) | ещё 58 порядков цветковых растений (согласно Системе APG III) |                    |  |                                           | ещё 16 родов                              | ещё 16 родов             |  |  |  |                     |
|  |                                      |  |                                                               | ещё 58 порядков цветковых растений (согласно Системе APG III) |                    |  |                                           |                                           | ещё 16 родов             |  |  |  |                     |